# ماريو كينتانا
ماريو كينتانا (بالبرتغالية: Mário Quintana‏) هو صحفي ومترجم وكاتب وشاعر برازيلي، ولد في 30 يوليو 1906 في أليجريت في البرازيل، وتوفي في 5 مايو 1994 في بورتو أليغري في البرازيل.